# Dohrniphora divaricata
Dohrniphora divaricata är en tvåvingeart som beskrevs av Aldrich 1896. Dohrniphora divaricata ingår i släktet Dohrniphora och familjen puckelflugor. Inga underarter finns listade i Catalogue of Life.